# Владислав II Изгнанник
Влади́слав II Изгна́нник (пол. Władysław II Wygnaniec; 1105 — 30 мая 1159, Альтенбург) — Великий князь Польши (князь Краковский) в 1138—1146 годах, князь Сандомира, восточной Великой Польши, Куявии, Силезии и князь-принцепс Поморья. Сын Болеслава III Кривоустого и Сбыславы Святополковны, внучки великого князя киевского Изяслава Ярославича.

## Наместник Силезии
Возможно, ещё при жизни отца был его соправителем в Силезии. Во всяком случае, во время конфликта Польши с Чехией и Австрией из-за наследования венгерского престола в 1133—1135 годах (его отец Болеслав поддержал претендента Бориса, а противники — Белу II) ему было поручено отстаивать силезские земли, в чём он, впрочем, не очень преуспел, пропустив чехов до самой реки Одры. Благодаря политическому сближению Польши и Чехии после подписания мира участвовал во встрече в Немче в 1137 году, где стал восприемником Вацлава, новорожденного сына чешского князя Собеслава I.
В период 1125—1127 годов женился на Агнессе фон Бабенберг, дочери маркграфа Австрийского Леопольда III, единоутробной сестре будущего императора Конрада III, в дальнейшем тетке императора Фридриха Барбароссы.

## Наследие Болеслава Кривоустого
Согласно завещанию отца, скончавшегося 28 октября 1138 года, известному также как «Статут Болеслава Кривоустого», Владислав как старший в роду получал сеньоратное (ненаследственное) владение, куда входили восточная Великая Польша, включая Гнезно, Западная Малая Польша с Краковом, серадзкая земля и западная часть Куявии. Он получал контроль над Гданьским Поморьем, где правили местные князья, и сеньориальную власть над Западным Поморьем. В качестве наследного удела ему доставалась Силезия.
Поскольку к моменту смерти отца он был уже взрослым мужчиной (ему исполнилось 33 года), женатым и имеющим минимум одного сына, Болеслава (дата рождения второго сына спорна), Владислав рассчитывал, что жизненный опыт и воинское умение позволят ему, как Болеславу Храброму в 999 году, Мешко II в 1033 году и его собственному отцу, снова объединить Польшу.

## Съезд в Ленчице и реакция Владислава
В 1141 году мачеха Владислава Саломея фон Берг и младшие братья созвали съезд магнатов в Ленчице, владении Саломеи, не пригласив его; съезд принял решение выдать младшую дочь Кривоустого, Агнешку, за одного из сыновей великого князя киевского Всеволода Ольговича, чтобы вступить в союз с последним. Однако Владислав принял контрмеры, в результате которых киевский князь не только не пошёл на соглашение с «Болеславичами», но и выдал через год свою дочь Звениславу за старшего сына князя-принцепса — Болеслава Долговязого.

## Начало борьбы с братьями
Вооруженную борьбу с братьями Владислав начал ещё в 1142—1143 годах с помощью союзных русских отрядов. Конфликт обострился вследствие кончины 27 июля 1144 года Саломеи, его мачехи. Согласно завещанию её вдовья доля должна была отойти в сеньоратный надел, но братья Владислава, Болеслав Мазовецкий и Мешко, воспротивились этому.
Ход дальнейших событий в разных летописях освещается по-разному: польский хронист Винценты Кадлубек, неприязненно относящийся к Владиславу, утверждает, что посланные последним отряды были разбиты в 1145 году мазовецким воеводой Вшебором в битве на заболоченном берегу Пилицы, и от полного поражения Владислава спас только подход русских союзников. Однако русская летопись сообщает, что никакого боя не было и Игорь Ольгович с братьями, пришедшие на помощь по зову Владислава, встретились с обоими младшими «Болеславичами», которые согласились уступить Владиславу четыре города (кастелянии), а русским — город Визна в Мазовии. Так или иначе, Владислав присоединил долю Саломеи, Ленчицкую землю, к сеньоратному наделу и заключил выгодный мир с братьями. Но на этом он не успокоился.

## Дело Петра Власта
Тем временем обострялся конфликт Владислава с палатином (воеводой) Петром Властом (Влостовичем), ближайшим соратником его отца и очень влиятельным вельможей. Петр Власт как душеприказчик Кривоустого старался, чтобы завещание последнего соблюдалось, не одобрял притязания князя-принцепса на наделы братьев и старался их помирить. Но на Владислава с другой стороны оказывала нажим его честолюбивая жена Агнесса (Агнешка). Ещё в 1145 году отношения оставались внешне нормальными, коль скоро Власт даже пригласил князя на свадьбу сына. Но в начале следующего года по наущению жены Владислав велел своему дворянину Добеку (Добешу) тайно захватить и привезти палатина. Тот был брошен в тюрьму, Агнесса добивалась его смерти, но по приказу Владислава его только ослепили и лишили языка, а потом изгнали из страны. Тот уехал на Русь, к родственникам жены. По легенде, позже к нему чудесно вернулись зрение и речь. Поступок с Властом вызвал взрыв возмущения среди польской знати, и многие её представители перешли на сторону младших братьев.

## Последняя схватка с братьями и побег
В начале 1146 года Владислав II решил окончательно изгнать братьев из их вотчин. Поначалу он легко захватил Мазовию, вынудив братьев отступить в укрепленный город Познань, который осадил. Но тут военное счастье ему изменило. В его тылах начали вспыхивать мятежи знати, силы его противников быстро росли. Поддержала их и церковь: Якуб из Жнина, архиепископ Гнезненский, приехал в лагерь осаждающих и потребовал от Владислава прекратить братоубийственную войну, а после отказа отлучил его от церкви. Наконец удар противников Владислава с тыла, согласованный с вылазкой осажденных, привел к полному поражению войск князя-принцепса и вынудил его бежать из Польши. Вскоре к нему присоединилась и Агнесса с двумя старшими сыновьями, не сумев удержать Краков. Сначала Владислав уехал в Прагу, к своему тезке и свояку — чешскому князю Владиславу II (женатому на другой дочери Леопольда III Австрийского), но активной поддержки не нашёл и перебрался к шурину, императору Конраду III.

## Неудачный поход Конрада III
Приехав в Саксонию, Владислав немедленно принес оммаж Конраду III и стал добиваться от него помощи в возвращении земель. В августе 1146 года Конрад действительно двинулся на Польшу со сравнительно небольшим войском, но из-за разлива Одры и нежелания поляков принимать бой ничего не мог добиться; по настоятельному призыву Альбрехта Медведя и маркграфа Конрада Мейсенского он вступил в переговоры с Болеславом, но добился только обещания прибегнуть к имперскому арбитражу (так и не исполненному). Летом 1147 года он отправился во второй крестовый поход, и ему стало не до польских дел.
Тем не менее он выделил Владиславу для проживания замок Альтенбург в Тюрингии. Владислав обратился за помощью и к Риму, и посланный папой Евгением III в 1148 году легат Гвидо действительно потребовал от польских князей вернуть власть бывшему принцепсу и даже отлучил их от церкви за отказ, но польская церковь не подчинилась папе в этом вопросе.

## Польский поход Фридриха Барбароссы и смерть Владислава
Только в августе 1157 года новый германский император Фридрих Барбаросса снова двинулся в поход на Польшу под предлогом восстановления прав Владислава, чья жена приходилась ему теткой. Он подступил к Познани, Болеслав Кудрявый принес ему оммаж, выплатил дань, обязался участвовать в походе в Италию, но в отношении Владислава ограничился лишь обещаниями прибыть на суд в Магдебург для разбирательства. Верный тактике проволочек, Болеслав не спешил выполнять обещанное, и Владислав так и скончался 30 мая 1159 года в Альтенбурге, где его и похоронили.

## Семья

### Жена и дети
В период между 1125 и 1127 годами женился на Агнессе фон Бабенберг, дочери маркграфа Австрийского Леопольда III, позже причисленного к лику святых, и Агнессы фон Вайблинген, дочери императора Генриха IV и бывшей жены герцога Фридриха I Швабского.
Дети:
- Болеслав I Долговязый (1127—1201), с 1163 года князь Силезии
- Мешко I Плясоногий (1131/46—1211), с 1163 формальный князь Силезии, с 1173 князь Ратиборского княжества, с 1202 — Ополе, с 1210 — великий князь Польши (князь Краковский)
- Конрад Тонконогий (1146/57—1180/1190), с 1177 князь Глогува
- Альберт (ум. после 1168)
- Рыкса (1130/40—1185), в 1152—1157 жена короля Кастилии и Леона Альфонсо VII, в 1162—1166 жена графа Прованского Раймунда Беренгера II (III), далее, по некоторым утверждениям, жена графа Тулузского Раймунда V, по другим — графа Альбрехта II фон Эверштейна